# Октябрьский район (Крым)

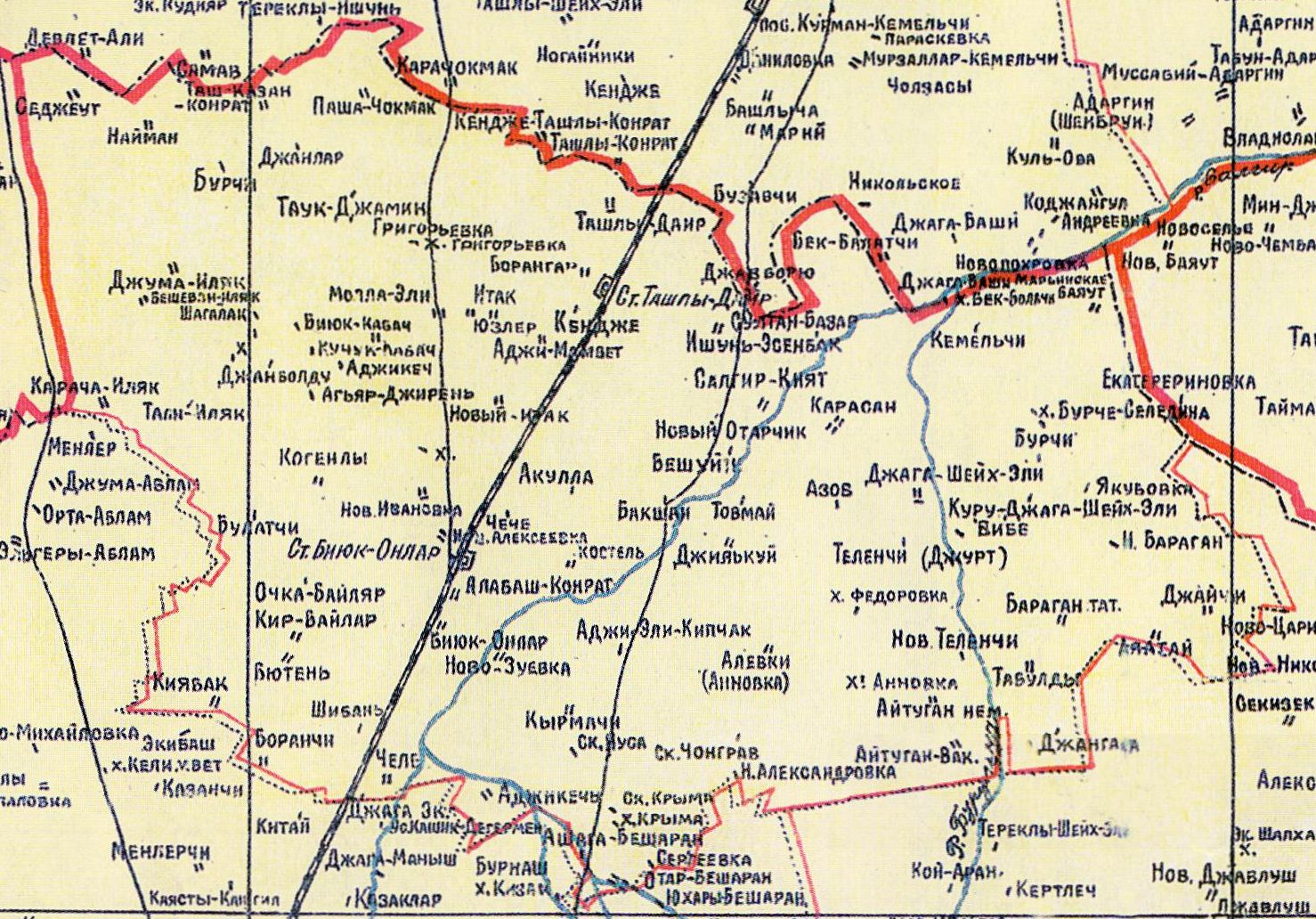
Биюк-Онларский район на карте Крымского статистического управления. 1922 год

Октябрьский район (до 1944 года Бию́к-Онла́рский район; укр. Октябрський район, крымскотат. Büyük Onlar rayonı, Буюк Онлар районы) — упразднённая административно-территориальная единица Крымской АССР и Крымской области.

## Биюк-Онларский район
Биюк-Онларский район организовывался дважды: в первый раз — после учреждения 18 октября 1921 года Крымской АССР и ликвидации волостной системы, в составе Симферопольского уезда (сохранённого от административного деления Таврической губернии). Тогда район занимал территорию в центральной части полуострова, примерно — юг современного Красногвардейского, северо-запад Белогорского и восток Первомайского районов. Район просуществовал до 11 октября 1923 года, когда, на основании постановления ВЦИК, округа были ликвидированы и введено новое деление на районы, в результате которого Биюк-Онларский район упразднили, а сёла передали, в основном, в Симферопольский и Джанкойский районы.

## Немецкий национальный Биюк-Онларский район
Постановлением ВЦИК «О реорганизации сети районов Крымской АССР» от 30 октября 1930 года был вновь создан Биюк-Онларский район, на этот раз — как немецкий национальный. В состав района первоначально были включены сельсоветы Джанкойского района: Владиславовский, Тотанайский, Бекказинский, Немецко-джанкойский, Кодагайский, Ворлакский, Раттендорфский, Новопокровский, Даниловский, Курманский, Анновский, Рейзендорфский, Кендженский, Немецко-ишуньский, Александровский, Сеит-булатский, Куллар-кипчакский, Кончишавзинский, Самазский, селения Акшейхского сельсовета: Дулат и Колтамак, артель Хохлай, Майфельдского сельсовета, селения Колайского сельсовета: Аксюру-Конрат-русский, Кара-Тотанай, Колай-татарский, Месют, Остгейм, (Берекет), селения Марьинского сельсовета: Джургун-Мирновка, Дмитриевка, Ново-Дмитриевка, Джаракчи, Асс-Джаракчи. Из Симферопольского района в состав нового района были переданы сельсоветы: Григорьевский, Ташлы-даирский, Старо-итакский, Барангарский, Бешуй-элинский, Карасанский, Джага-Шейх-элинский, Куру-Джага-Шейх-элинский, Табулдынский, Айтуганский, Салтир-киятский, Камбарский, Немецко-картмышикский, Спатский, Ново-михайловский, Джума-абламский, Тишийский, Биюк-таксабинский, Богатырский, Джамбулды-конрадский, Биюк-онларский. Из Феодосийского района — селения Новопокровского сельсовета: Баяут-немецкий, Баяут-русский и Старый Баяут, и из Евпаторийского района — Темеш и Бешуй-Эли Новосельского сельсовета. На 1 октября 1931 года население составило 38850 человек в 214 населённых пунктах (39 сельсоветов). В 1935 году, при разукрупнении районов, из Биюк-Онларского района был выделен немецкий Тельманский район. Первоначально площадь района составила 2491,4 км², (9,6 % всей территории Крымской АССР), но позже несколько населённых пунктов отошло в Сейтлерский район, и площадь района сократилась до 2453,3 км². На 1 марта 1931 года население района составляло 36 782 человека, из которых 15 411 человек — немцы (40,8 % немецкого населения Крымской АССР).

## Октябрьский район
Указом Президиума Верховного Совета РСФСР № 621/6 «О переименовании районов и районных центров Крымской АССР» от 14 декабря 1944 года Биюк-Онларский район был переименован в Октябрьский, а районный центр село Биюк-Онлар — в Октябрьское. 21 августа 1945 года были переименованы сельсоветы и их центры, 18 мая 1948 года — большинство остальных селений.
На 1948 год в состав района входили следующие переименованные сёла:

| - Азов - Амурская - Багликово - Белока́менка - Вавилово - Велигино - Го́ликово - Дивное - Докучаево - Дубровское - Ельня - Жуковская - Заречное - Звёздное - Золотое - Калинино - Колодезное - Комаровка - Котельниково - Красновка - Крыловка | - Куприно - Курганная - Лазо - Ленинское - Лермонтовка - Ложбинное - Ломоносово - Марьевка - Машино - Менделеево - Найдёновка - Народное - Неглинка - Низовое - Новоандреевка - Октябрьский - Орловка - Подгорное - Подсобная - Пологи - Прямое - Пушкари | - Пятихатка - Пятихлебное - Радужное - Разино - Речное - Рогово - Русское - Симоненко - Славянка - Стахановка - Сухоречье - Тимошенко - Трактовое - Тургенево - Харитоновка - Хлопковое - Хмельницкое - Холмовое - Цветково - Чикаренко - Широкая |

Указом Президиума Верховного Совета УССР «Об укрупнении сельских районов Крымской области» от 30 декабря 1962 года Октябрьский район был упразднён, сёла передали в состав Красногвардейского района.